# Малинки
Мали́нки — село в Україні, у Погребищенській міській громаді Вінницького району Вінницької області. Розташовані за 7 км від центру громади, за 8 км від залізничної станції Погребище Перше. Населення становить 350 осіб. В минулому, — у другій половині 20 століття — село було центром сільської ради.

## Географія
Селом протікає річка Безіменна, ліва притока Росі.

## Історія
Станом на 1885 рік у колишньому власницькому селі Спичинецької волості Бердичівського повіту Київської губернії мешкала 442 особи, налічувалось 65 дворових господарств, існували православна церква та постоялий будинок.
За переписом 1897 року кількість мешканців зросла до 802 осіб (400 чоловічої статі та 402 — жіночої), з яких 626 — православної віри, 171 — римо-католицької.
Під час Другої світової війни у другій половині липня 1941 року село було окуповане німецько-фашистськими військами. Червоною армією село було зайняте 1 січня 1944 року.
На початку 1970-х років в селі була розміщена бригада колгоспу ім. Щорса, за якою було закріплено 1570 га землі, у тому числі 1060 га орної. Провідними галузями виробництва були рільництво й тваринництво. В селі були восьмирічна школа, клуб, бібліотека.
12 червня 2020 року, відповідно до розпорядження Кабінету Міністрів України № 707-р «Про визначення адміністративних центрів та затвердження територій територіальних громад Вінницької області», увійшло до складу Погребищенської міської громади.
19 липня 2020 року, в результаті адміністративно-територіальної реформи та ліквідації Погребищенського району, село увійшло до складу Вінницького району.

## Населення
За даними перепису 2001 року кількість наявного населення села становила 349 особи, із них 99,71 % зазначили рідною мову українську, 0,29 % — російську.
| Рік            | 1897 | ~1900 | ~1902 | ~1972 | 1989 | 2001 |
| -------------- | ---- | ----- | ----- | ----- | ---- | ---- |
| Кількість осіб | 802  |       |       | 622   | 328  | 349  |

## Видатні уродженці
- Консовський Михайло Владиславович — Герой Соціалістичної Праці.